# Bornos
Bornos é um município da Espanha na província de Cádiz, comunidade autónoma da Andaluzia, de área 55 km² com população de 8131 habitantes (2007) e densidade populacional de 147,84 hab./km².
Faz parte da Rota das aldeias brancas.

## Demografia
| Variação demográfica do município entre 1991 e 2004 | Variação demográfica do município entre 1991 e 2004 | Variação demográfica do município entre 1991 e 2004 | Variação demográfica do município entre 1991 e 2004 |
| --------------------------------------------------- | --------------------------------------------------- | --------------------------------------------------- | --------------------------------------------------- |
| 1991                                                | 1996                                                | 2001                                                | 2004                                                |
| 7867                                                | 8054                                                | 7918                                                | 8082                                                |